# Javier Echevarría
Javier Echevarría Rodríguez (Madrid, 14 de junho de 1932 - Roma, 12 de dezembro de 2016) foi um bispo da Igreja Católica, teólogo e jurista espanhol. Foi Prelado da Prelazia da Santa Cruz e Opus Dei de 1994 até a sua morte.

## Biografia
"Dom Javier", cursou direito em Madrid e Roma, doutorou-se em Direito Civil pela Universidade Lateranense e, em Direito Canônico, pela Pontifícia Universidade de São Tomás de Aquino. Foi membro do Opus Dei desde 1948, foi ordenado sacerdote no dia 7 de agosto de 1955. Colaborou estreitamente com o São Josemaría Escrivá, de quem foi secretário desde 1953 até à sua morte em 1975. Foi membro do Conselho Geral do Opus Dei desde 1966.
Em 1975, por ocasião da sucessão de São Josemaría Escrivá à frente do Opus Dei por D. Álvaro del Portillo, foi nomeado Secretário-Geral, cargo que até então D. Álvaro  tinha desempenhado. Em 1982, com a ereção do Opus Dei em prelazia pessoal, passou a ser  o Vigário-Geral da Prelazia.
Desde 1981 integrava a Congregação para as Causas dos Santos e, desde 1995, consultor da Congregação para o Clero. Integrava também o Supremo Tribunal da Signatura Apostólica. Foi o Grão-Chanceler da Universidade de Navarra, da Pontifícia Universidade da Santa Cruz, em Roma, da Universidade de Piura, no Peru e Reitor de Honra da Universidade Austral, na Argentina. Em 25 de agosto de 2006 recebeu o título de Doutor Honoris Causa da Universidade de Strathmore, no Kenya.
Depois da sua eleição e nomeação pelo Papa João Paulo II como Prelado do Opus Dei no dia 20 de abril de 1994, foi sagrado bispo titular de Cilibia, em  6 de janeiro de 1995, na Basílica de São Pedro em Roma. Participou da Assembléia Geral do Sínodo dos Bispos sobre América em 1997, na Europa (1999) e das Assembléias Gerais ordinárias de 2001 e 2005.
Conhecedor com profundidade dos problemas cristãos e da atualidade, realizou várias viagens pastorais pelos cinco continentes, entabulando um diálogo ecumênico com pessoas de várias crenças e culturas. No ano de 2006 esteve na Suíça e realizou a sua primeira viagem pastoral à Russia.
Não obstante já fossem conhecidos há tempos, a primeira vez em que Javier Echevarría, ja como Prelado, e Ratzinger, já como o Papa Bento XVI, se encontraram de modo oficial, foi no dia 27 de outubro de 2005 quando o Papa lhe concedeu uma audiência pessoal no Vaticano. Em 2 de junho de 2007 Bento XVI voltou a receber Javier Echevarría em audiência.
Faleceu em Roma em 12 de dezembro de 2016. Seu sucessor é Mons. Fernando Ocáriz.

## Atividade pastoral
- 2006:

- Valência, Espanha, em 8 e 9 de julho compareceu ao V Encontro Mundial das Famílias, presidido pelo Papa Bento XVI.
- Nairobi, Kenya, em agosto, presidiu a cerimônia de graduação na Universidade de Strathmore e foi nomeado doutor honoris causa. Teve um encontro com 3.000 pessoas e entrevistou-se com o presidente da Conferência Episcopal, Mons. John Njue.
- Kempala, Uganda, em agosto, teve um encontro com cerca de 1.000 pessoas e encontrou-se com o presidente da Conferência Episcopal, Mons. Matthias Ssekamanya.
- Estados Unidos, em Nova York, em setembro, entrevistou-se com Mons. Brucato, Vigário-Geral da Arquidiocese, encontrou-se com mais de 2.000 pessoas no "Manhattan Center concert hall" a quem falou do amor e proximidade de Deus e do perdão aos inimigos. Na ocasião pediu orações pelo Papa. São Francisco: no "Marin Civic Center" teve um encontro de catequese com a presença de 1.800 pessoas aproximadamente. Em Houston, no "Houston Grand Plaza Hotel" teve um encontro com 2.500 pessoas e concedeu entrevista a um canal de TV.
- Líbano, em outubro esteve em Beirute e Byblos onde se encontrou com a hierarquia local da Igreja Católica e visitou os centros de atividades formativas do Opus Dei dos quais participam pessoas de diferentes ritos e de outras religiões, a todos animou-os a rezar pela paz.
- Canadá, em setembro, em Montreal encontrou-se com sacerdotes de várias dioceses, com o eparca maronita do Canadá (Mons. Joseph Khoury) e teve um encontro com cerca de 1.300 pessoas no teatro "Maisonneuve de la Plaza de las Artes" recomendando dentre outras coisas a leitura do Catecismo da Igreja Católica. Em Toronto entrevistou-se com 1.700 pessoas no "Roy Thomson Hall" e visitou o cardeal Ambrozic. Entrevistou-se com perto de 900 pessoas no hotel "Westin Bayshore" em Vancouver.

### Ano Mariano
Em 2002 declarou para a Prelatura do Opus Dei um Ano Mariano de ação de graças com início em 16 de outubro e término em 16 de outubro de 2003, XXV aniversário da eleição de João Paulo II. Em razão deste decreto em todos os centros do Opus Dei no mundo, aos sábados, se celebrou a Missa da Virgem Maria, sempre que o calendário litúrgico o permitisse. Também foi pedido aos fiéis do Opus Dei que dedicassem uma parte do Santo Rosário pela pessoa e intenções do Romano Pontífice. Manifestou, também, nesta ocasião, o desejo de que os fiéis da Prelatura, além da romaria mariana que habitualmente realizam no mes de maio, fizessem mais uma a algum santuário mariano em ação de graças com a reza completa do Santo Rosário, nos meses de fevereiro e outubro de 2003.

### Algumas declarações
- "A abertura cultural é característica do espírito católico e encontra seu fundamento na fé e na caridade. Não se pode estar aberto para outras culturas se não se é fiel à verdade, se não se ama a verdade. A este respeito, Bento XVI nos tem prevenido contra a "ditadura do relativismo", porque quando não se quer reconhecer a verdade se cai necessariamente na arbitrariedade e, em último caso, se abre caminho para a violência. Por isto, também nós queremos pôr no centro do nosso trabalho cotidiano o lema escolhido pelo Papa no momento de sua ordenação episcopal: Colaboradores da Verdade." [3]

- "Neste nosso tempo infelizmente rico em conflitos – no âmbito familiar, nacional e internacional –, é urgente frisar que a prática da caridade na vida cotidiana significa, em grande medida, oferecer e aceitar o perdão. O perdão abre a única via capaz de converter um campo de batalha num espaço de cooperação solidária. O empenho na compreensão, no perdão dado e recebido, pressupõe certamente um caminho árduo, que sempre é necessário retomar. Porém, é um roteiro que alimenta a esperança. Pelo contrário, quando falta uma cultura de perdão é difícil manter a família unida, trabalhar por um objetivo comum na sociedade, semear a paz e a alegria nas relações internacionais." [4]

- "É oportuno que nós, pastores, no sacramento da Confissão, recomendemos com frequência aos fiéis a leitura do Evangelho, ensinando-os a participar naquilo que aí se narra e convidando os penitentes a oferecer também eles este mesmo conselho aos seus colegas, aos familiares e aos amigos. (...) As mulheres e os homens têm necessidade, cada vez mais urgente, não já de palavras efêmeras e vãs, mas da Palavra de Deus, a única que é capaz de conferir um sentido autêntico à vida.[5]

## Obras
- Memoria del Beato Josemaría Escrivá (entrevista com Salvador Bernal), Madrid, 2001.
- Itinerários de vida cristiana
- Para servir a la Iglesia
- Getsemani
- Eucaristia y vida cristiana
- Por Cristo, con Él y en Él - Escritos sobre  San Josemaría Escrivá. Madrid: Ed. Palabra, 2007.